# Shara
Pour plus de détails, voir Fiche technique et Distribution.
Shara (沙羅双樹, Sharasojyu) est un film japonais réalisé par Naomi Kawase, sorti en 2003.

## Synopsis
Dans la ville de Nara au Japon, le jour de la fête du Bodhisattva Jizo, des jumeaux, Kei et Shun, courent dans les ruelles lorsque, soudain, l'un d'eux disparaît mystérieusement.

## Fiche technique
- Titre : Shara
- Titre original : 沙羅双樹 (Sharasojyu?)
- Réalisation : Naomi Kawase
- Scénario : Naomi Kawase
- Production : Yoshiya Nagasawa
- Photographie : Yutaka Yamasaki
- Montage : Shotaru Anraku et Naomi Kawase
- Musique : Ua
- Société de production : Realproducts
- Pays d'origine :  Japon
- Langue : japonais
- Format : couleurs - 1,85:1 - DTS - 35 mm
- Genre : drame
- Durée : 99 minutes[1]
- Dates de sortie :
  - France : mai 2003 (festival de Cannes[2]) - 31 mars 2004 (sortie en salles[3])
  - Japon : 21 juin 2003[1]

## Distribution
- Kohei Fukungaga : Shun
- Yuka Hyyoudo : Yu
- Naomi Kawase : Reiko
- Katsuhisa Namase : Taku
- Kanako Higuchi : Shouko

## Distinctions
Shara est présenté en compétition au festival de Cannes 2003